# 南蛮殺到流
南蛮殺到流（なんばんさっとうりゅう）とは、武術の流派。拳法を伝えている。

## 概要
柔術に加えて当て身技法を中心にした珍しい流派であり、手足の指を強く鍛えるのを特色とする。また、技に名前がなく、伝書にも天狗が河童に技をかける図のみが書かれているという。
元は南蛮一法流柔術といい、延岡藩の橋本一夫斎（又は橋本一歩斎）によって創始された。橋本一夫斎（初代）は戊辰戦争の時、敵の鎖骨や首を鎧の上から粉砕するなどの武勇伝を持っている。
その後藤田西湖が橋本一夫斎（2代）から道統を継ぎ、藤田の代から南蛮殺到流拳法と称したという。藤田は他にも甲賀流忍術、大円流杖術、心月流手裏剣術、一伝流捕手術を継承していた。戦後になって摩文仁賢和ほか糸東流の師範や小西康裕に南蛮殺到流拳法を教えた。
道統は糸東流の岩田万蔵に引き継がれている。
藤田によって陸軍中野学校で教えられたのは有名である。また、今も機動隊やSATで教授されているという都市伝説も一部にあるが、詳細は不明である。